# Viveka Viotti
Lilli Viveka Viotti, född Enbom 4 maj 1910 i Lund, död 23 juni 1975 i Sigtuna, var en svensk målare, grafiker och konsthantverkare.
Viotti var dotter till ingenjören Harald Enbom och Lilli Simmons samt från 1932 gift med kantorn Gösta Viotti (1901–1994) och mor till konstnären Ulla Viotti. Hon studerade vid Gerlesborgsskolan i Bohuslän samt under studieresor till Tyskland, Italien, Spanien och Grekland samt vistats som stipendiat på San Michele 1956. Separat har hon ställt ut på bland annat Timmermansgården i Örebro, Harlev i Danmark samt i Borås och Stockholm.
Hennes konst består av landskapsmotiv och kompositioner med religiös eller surrealistisk symbolik i olja eller vax och oljekrita samt trä- och linoleumsnitt. Som konsthantverkare arbetade hon med arbeten i mässing, koppar, tenn och trä. Viotti är representerad vid S:ta Katharinastiftelsen och Sigtunastiftelsen. 